# Operator infrastrukturalny
Operator infrastrukturalny (MNO z ang. Mobile Network Operator) – przedsiębiorca telekomunikacyjny oferujący swoim klientom usługi związane z telefonią komórkową na bazie własnej infrastruktury telekomunikacyjnej.